# 토니 타키타니
《토니 타키타니》(トニー滝谷)는 2004년 일본의 드라마 영화이다. 무라카미 하루키의 단편소설 〈토니 타키타니〉를 영화화한 것이다. 이치카와 준 감독이 연출했고, 잇세이 오가타, 미야자와 리에, 엔도 유미, 니시지마 히데토시 등이 출연한다.

## 줄거리
토니 타키타니의 아버지 쇼자부로는 재즈 트롬본 연주자였다. 태평양 전쟁이 터지기 전 상하이로 건너간 그는 트롬본 연주로 유명세를 떨쳤지만, 교우 관계가 문제가 되어 형무소에 갇혔다. 다행히 살아남아 1946년 귀국했지만 가족이 전부 죽어 있었다. 현실을 받아들인 쇼자부로는 먼 친척의 여자와 결혼하였고 아들을 낳았는데, 여자는 출산 후 사흘 만에 죽었다. 쇼자부로는 친구인 미군 소위의 충고로 아들에게 미국식 이름인 토니를 붙여주었다.
쇼자부로는 거의 집에 붙어 있지 않았기에 어린 토니는 가정부 손에서 자랐고, 고독에 익숙해졌다. 정밀한 기계 디자인에 재능이 있었던 토니는 대학 졸업 후 일러스트레이터가 되어 부를 쌓았다. 어느 날 그는 원고를 가지러 온 출판사 직원 고누마를 만났고, 그녀의 옷차림에 매혹되었다. 그는 필사적으로 그녀를 설득했고 고누마는 고민 끝에 사귀던 남자와 헤어지고 토니와 결혼한다.
토니와 고누마는 행복한 결혼생활을 보낸다. 그러나 고누마가 드레스룸을 가득 채울 정도로 옷을 지나치게 사들이자 토니는 걱정이 생긴다. 결국 토니는 아내에게 옷을 그만 사라고 말한다. 고누마도 남편의 말이 옳다고 여겨 수긍했지만, 옷 사기를 참을 수 없어 괴로워 한다. 고누마는 최근에 산 옷을 반품하고 돌아오는 길에 교통사고로 죽어 버린다.
아내의 장례를 치른 후 토니는 생전의 아내와 신체 사이즈가 똑같은 히사코라는 여자를 고용한다. 토니는 히사코에게 자신의 비서직을 수행하면서, 아내가 남긴 옷을 입고 일해달라는 조건을 건다. 기묘하게 여겼지만 일자리가 급했던 히사코는 그것을 받아들인다. 그런데 드레스룸에서 값비싼 옷을 고르던 히사코는 갑자기 슬픈 감정이 들어 토니가 보는 앞에서 주저앉아 엉엉 운다. 히사코가 옷을 입고 돌아간 뒤, 아내의 옷과 히사코의 울던 모습을 생각한 토니는 히사코에게 전화를 걸어 고용을 취소하고 모든 것을 잊어달라고 한다. 토니는 옷을 전부 처분하고 드레스룸을 비운다.
고누마가 죽고 2년 후 쇼자부로도 죽는다. 토니는 아버지의 유품인 트롬본과 레코드들을 드레스룸에 놓아 두었다가, 그 또한 전부 처분해 버린다. 이후 아내의 전 애인이 토니에게 찾아와 아내 이야기를 하자, 토니는 함부로 이야기하지 말라며 내쳐 버린다. 고독 속에 남겨진 토니는 예전 히사코가 울던 모습을 떠올린 뒤 그녀에게 다시 전화를 걸며 영화가 끝난다.

## 출연
- 잇세이 오가타 - 토니 타키타니 / 타키타니 쇼자부로 역
  - 시노하라 다카후미 - 어린 시절의 토니 / 쇼자부로 역
- 미야자와 리에 - 고누마 에이코 / 사이토 히사코 역
- 구사노 도루 - 에이코의 전 남자친구 역
- 시호도 와타루 - 그림교실 선생 역
- 니시지마 히데토시 - 내레이션

## 기타
- 미술: 이치다 요시카즈

## 영화 정보
무라카미 하루키의 소설집 《렉싱턴의 유령》에 수록된 동명의 짤막한 단편소설을 영상화했다. 다만 원작에는 나오지 않았던 토니의 아내와 아르바이트생 여자의 이름이 각각 '에이코'와 '히사코'로 이름붙여졌다. 그리고 원작에 없던 아내의 전 애인과의 만남 장면과, 히사코에게 다시 연락하는 토니의 장면이 결말부에 추가되었다.
영화 촬영의 대부분은 요코하마 교외에 지어진 세트 한 곳에서 이루어졌고, 앵글과 의상에만 변화를 줌으로써 다른 곳처럼 보이게 하였다.